# Кивиряхк, Андрус

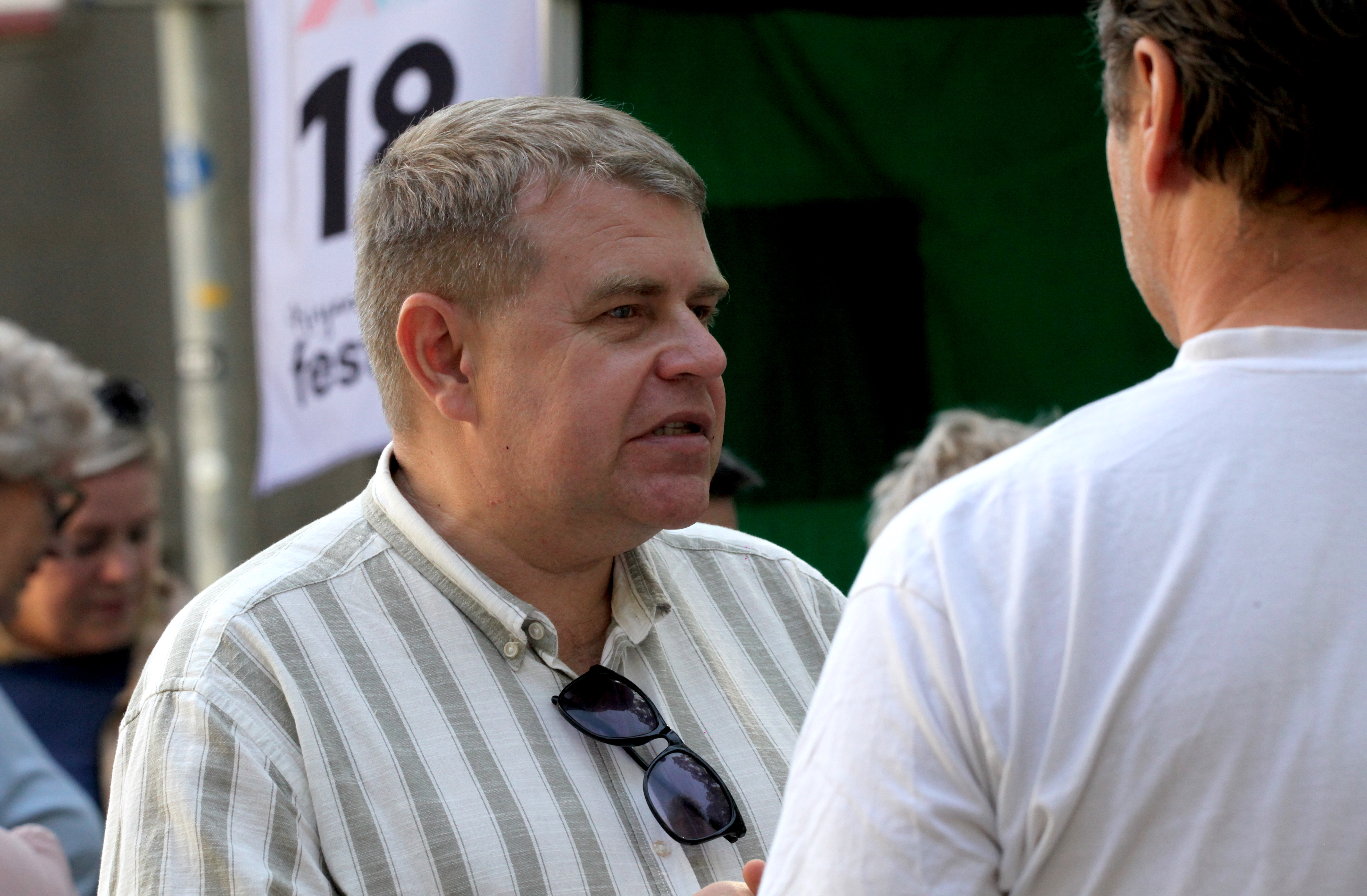
Андрус Кивиряхк в 2021 году

А́ндрус Ки́виряхк (род. 17 августа 1970, Таллин, Эстонская ССР, СССР) — популярный эстонский писатель и драматург. Пишет преимущественно в юмористическом жанре, большая часть произведений предназначена для детей.

## Биография
Андрус Кивиряхк родился 17 августа 1970 в Таллине.
Первый рассказ написал в возрасте 15 лет. Окончил Тартуский университет по специальности журналистика. Работает колумнистом в газете «Eesti Päevaleht», где еженедельно публикует статьи-мнения или юмористические тексты.
Является членом Союза писателей Эстонии с 1996 года.
Брат — известный в Эстонии социолог Юхан Кивиряхк.

## Творчество
Писательская деятельность Кивиряхка отличается разнообразием направлений и стилей. Он успешен как в детской литературе, так и в драматургии. У Кивиряхка опубликовано 3 романа. Один из них, «Гуменщик, или Ноябрь» (эст. Rehepapp ehk november) был по состоянию на 2008 год продан тиражом более чем в 32000 экземпляров, что делает Кивиряхка самым популярным эстонским писателем 2000-х годов. Однако в одном из интервью автор заявил, что «может быть, не напишет более ни одного романа». Режиссёр Райнер Сарнет снял по роману художественный фильм «Ноябрь».
В 2009 Андрус написал книгу «Весна и какашка» (эст. Kaka ja kevad), вызвавшую неоднозначную реакцию со стороны общества.
Произведения Кивиряхка переведены на русский, финский, латышский и норвежский языки. Спектакли по его пьесам идут в Эстонском драматическом театре. На сегодняшний день в репертуаре театра 4 пьесы Кивиряхка.
По некоторым детским рассказам сняты мультфильмы. Наиболее известным персонажем, придуманным Кивиряхка, стала собачка Лотте (Лотта), о приключениях которой были сняты несколько мультфильмов, в который писатель выступил соавтором сценария («Путешествие Лотте на юг», «Приключения Лотты из Самоделкино», «Лотте и тайна лунного камня», «Лотте и пропавшие драконы»).

## Титулы, награды и премии
- 1993 — премия Оскара Лутса (юмор)
- 1995, 2000, 2006, 2014 — годовая премия эстонской литературы
- 1998 — премия Фридеберта Тугласа (новеллы)
- 2000 — премия Таммсааре (романы)
- 2001, 2007 — литературная премия Вирумаа
- 2004 — орден Белой звезды V класса
- 2007 — государственная премия Эстонской Республики в области культуры
- 2006 — Nukits — лучший детский писатель («Лимпа и пираты»)
- 2008 — Nukits — лучший детский писатель («Лотте из деревни изобретателей»)
- 2008 — литературная премия Эдуарда Вильде («Последний, кто знал змеиную молвь»)
- 2008 — эстонская фантастическая премия Stalker — лучшая оригинальная книга
- 2010 — Nukits — лучший детский писатель («Весна и какашка»)[4]
- 2011 — латвийская премия имени Яниса Балтвилкса (детская литература)